# Großobringen
Großobringen (letteralmente "Obringen grande", in contrapposizione alla vicina Kleinobringen – "Obringen piccola") è una frazione della città tedesca di Am Ettersberg, nel Land della Turingia.

## Storia
Il 1º gennaio 2019 il comune di Großobringen venne fuso con la città di Buttelstedt e con i comuni di Berlstedt, Heichelheim, Kleinobringen, Krautheim, Ramsla, Sachsenhausen, Schwerstedt, Vippachedelhausen e Wohlsborn, formando la nuova città di Am Ettersberg.